# Dae Ijin
Dae Ijin (hangeul : 대이진 ; hanja : 大彝震) (mort en 857) est le onzième roi du royaume de Balhae en Corée. Il a régné de 830 à sa mort.